# Domaine de Shimodate

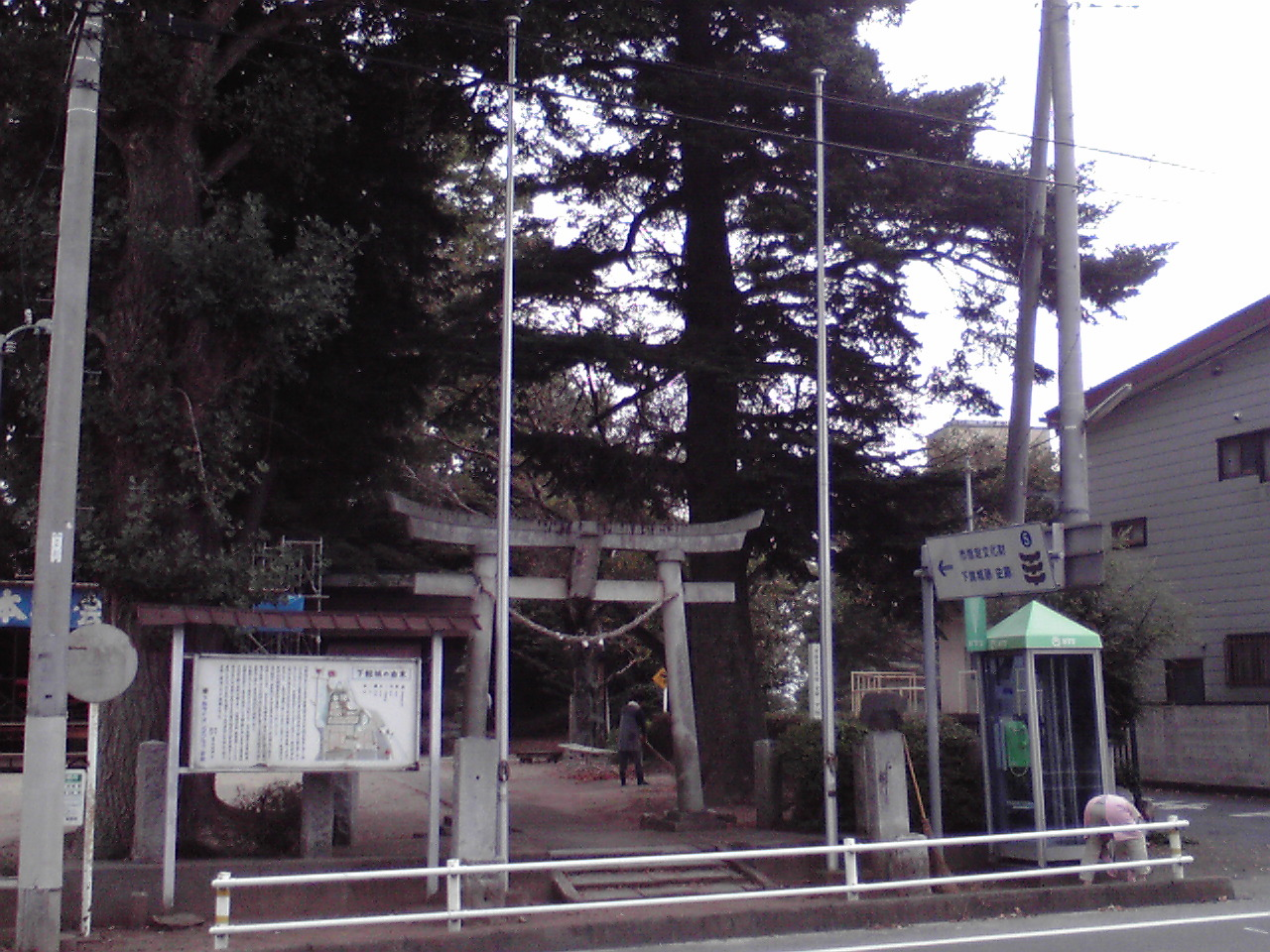
Entrée du château de Shimodate, centre administratif du domaine de Shimodate.

Le domaine de Shimodate (下館藩, Shimodate-han) est un fief féodal japonais de l'époque d'Edo situé dans la province de Hitachi (actuelle préfecture d'Ibaraki). Il était dirigé à partir du château de Shimodate dans l'actuelle ville de Chikusei par une branche cadette du clan Ishikawa pendant la majeure partie de son existence.

## Histoire
Durant l'époque Sengoku, la zone autour de Shimodate est contrôlée par le clan Yūki, via l'un de ses plus fidèles vassaux, le clan Mizunoya. Les Mizunoya deviennent plus tard indépendants sous l'autorité de Toyotomi Hideyoshi, et bien que sous forte pression d'Ishida Mitsunari et des daimyos de l'Ouest, ils prêtent allégeance à Tokugawa Ieyasu durant la bataille de Sekigahara, et sont de nouveau autorisés à posséder un revenu maximum de 31 000 koku sous le shogunat Tokugawa. Mizutani Katsutaka pose les fondations d'une ville fortifiée et construit plusieurs temples avant que le clan ne soit transféré au domaine de Nariwa dans la province de Bitchū.
Le domaine est ensuite remis en récompense au fils aîné de Tokugawa Yorifusa du domaine de Mito, Matsudaira Yorishige, jusqu'à son transfert au domaine de Takamatsu dans la province de Sanuki en 1642.
Le domaine devient un territoire tenryō sous l'autorité du shogunat jusqu'en 1663, quand il est restauré pour Mashiyama Masamitsu qui le dirige jusqu'à son transfert au domaine de Nagashima dans la province d'Ise, en 1702. Il est remplacé par Inoue Masamine qui sert comme wakadoshiyori, mais il ne reste qu'un mois avant d'être transféré au domaine de Kasama dans la province de Hitachi. Il est remplacé par un membre cadet du clan Kuroda, Kuroda Naokuni, qui le dirige jusqu'à son transfert au domaine de Numata dans la province de Kozuke en 1732.
En 1732, Ishikawa Fusashige est transféré du domaine de Kambe dans la province d'Ise. Le clan Ishikawa dirige Shimodate pendant les cent trente années suivantes jusqu'à la restauration de Meiji. Pendant le règne des Ishikawa, le domaine est réputé pour sa production de coton. Cependant, sous le 4e daimyo Ishikawa, Ishikawa Fusatada, le domaine connait des inondations, de mauvaises récoltes et un incendie qui détruit la majeure partie de la ville fortifiée. Durant la famine qui s'ensuit, des révoltes paysannes éclatent et le domaine est proche de la faillite. Le 8e daimyo Ishikawa, Ishikawa Fusatomi, invite Ninomiya Sontoku au domaine pour initier plusieurs réformes. Le dernier daimyo, Ishikawa Fusakane, sert comme wakadoshiyori et rikugun bugyo dans le shogunat Tokugawa et aide à réprimer la révolte Tenchu. Cependant, durant la guerre de Boshin, il change de camp pour rejoindre la cause impériale. Il est reconfirmé comme gouverneur du domaine jusqu'à l'abolition du système han de juillet 1871.
Le domaine avait une population de 12 933 personnes réparties dans 2 918 foyers selon un recensement de 1741. Cependant, selon un recensement de 1834, la ville fortifiée de Shimodate n'avait plus qu'une population de seulement 1 637 personnes réparties dans 364 foyers.

## Possessions à la fin de l'époque d'Edo
Comme la plupart des domaines japonais, Shimodate est composé de plusieurs territoires discontinus dont la valeur kokudaka est fondée sur une estimation périodique du potentiel agricole,.
- Province de Hitachi
  - 30 villages dans le district de Makabe
- Province de Kawachi
  - 25 villages dans le district d'Ishikawa
  - 5 villages dans le district de Furuichi

## Liste des daimyōs
| #                                 | Nom                              | Règne     | Titre de courtoisie                    | Rang de cour            | Kokudaka             |
| --------------------------------- | -------------------------------- | --------- | -------------------------------------- | ----------------------- | -------------------- |
| Clan Mizunoya (tozama) 1589-1639  |                                  |           |                                        |                         |                      |
| 1                                 | Mizunoya Katsutoshi (水谷 勝俊)  | 1589-1606 | Ise-no-kami (伊勢守)                   | 5e inférieur (従五位下) | 31 000 koku          |
| 2                                 | Mizunoya Katsutaka (水谷 勝隆)   | 1606-1639 | Ise-no-kami (伊勢守)                   | 5e inférieur (従五位下) | 32 000 koku          |
| Clan Tokugawa (shimpan) 1606-1609 |                                  |           |                                        |                         |                      |
| 1                                 | Matsudaira Yorishige (松平 頼重) | 1639-1642 | Ukyō-no-daibu (右京大夫) ; jijū (侍従) | 4e inférieur (従四位下) | 50 000 koku          |
|                                   | Tenryō                           | 1609-1615 |                                        |                         |                      |
| Clan Mashiyama (fudai) 1663-1702  |                                  |           |                                        |                         |                      |
| 1                                 | Mashiyama Masamitsu (増山 正弥)  | 1663-1702 | Hyōbu-no-sho (兵部少輔)                | 5e inférieur (従五位下) | 23 000 koku          |
| Clan Inoue (fudai) 1702-1702      |                                  |           |                                        |                         |                      |
| 1                                 | Inoue Masamine (井上 正岑)       | 1702-1702 | Kawachi-no-kami (河内守) ; jijū (侍従) | 4e inférieur (従四位下) | 50 000 koku          |
|                                   | Tenryō                           | 1702-1703 |                                        |                         |                      |
| Clan Ikuroda (fudai) 1703-1732    |                                  |           |                                        |                         |                      |
| 1                                 | Kuroda Naokuni (黒田 直邦)       | 1703-1732 | Buzen-no-kami (豊前守) ; jijū (侍従)   | 4e inférieur (従四位下) | 15 000 → 20 000 koku |
| Clan Ishikawa (fudai) 1732-1871   |                                  |           |                                        |                         |                      |
| 1                                 | Ishikawa Fusashige (石川 総茂)   | 1732-1733 | Omi-no-kami (近江守)                   | 4e inférieur (従四位下) | 20 000 koku          |
| 2                                 | Ishikawa Fusaharu (石川 総陽)    | 1733-1740 | Harima-no-kami (播磨守)                | 5e inférieur (従五位下) | 20 000 koku          |
| 3                                 | Ishikawa Fusatoki (石川 総候)    | 1740-1770 | Wakasa-no-kami (若狭守)                | 5e inférieur (従五位下) | 20 000 koku          |
| 4                                 | Ishikawa Fusatada (石川 総弾)    | 1770-1795 | Wakasa-no-kami (若狭守)                | 5e inférieur (従五位下) | 20 000 koku          |
| 5                                 | Ishikawa Fusatsura (石川 総般)   | 1795-1802 | Nakatsuka-no-suke (中務少輔)           | 5e inférieur (従五位下) | 20 000 koku          |
| 6                                 | Ishikawa Fusachika (石川 総親)   | 1802-1808 | Omi-no-kami (近江守)                   | 5e inférieur (従五位下) | 20 000 koku          |
| 7                                 | Ishikawa Fusatsugu (石川 総承)   | 1808-1836 | Nakatsuka-no-suke (中務少輔)           | 5e inférieur (従五位下) | 20 000 koku          |
| 8                                 | Ishikawa Fusatomi (石川 総貨)    | 1836-1849 | Omi-no-kami (近江守)                   | 5e supérieur (従五位上) | 10 000 koku          |
| 9                                 | Ishikawa Fusakane (石川 総管)    | 1849-1871 | Wakasa-no-kami (若狭守)                | 5e inférieur (従五位下) | 20 000 koku          |